# 자유연합론
자유연합론(自由聯合論, 영어: Free association)은 사회 계층의 차별과 생산 수단의 무유소유 관계가 없는 대중 공동체 이론을 의미하며, '독일 이데올로기'에서 최초로 제시되었다. 그 후 이 자유연합 체제는 '공산당 선언'에서도 공산주의가 목표로 해야할 중요한 사회 체제라고 서술된 바 있다. 사유재산과 생산수단의 부르주아 독점이 폐지되면, 개인은 자유롭게 자신의 조건에 맞춰서 개인이 요하는 욕구를 충족하기 위해(사회적 제약이 없이) 창조적인 물질, 상품을 개발할 수 있다고 주장하는 것이 자유연합론의 핵심이다. 이 용어는 아나키스트와 마르크스주의자들에 의해 사용되었으며, 공산주의의 마지막 단계에서 구현될 사회를 의미하기도 한다.
현대 사회에서는 자본주의 체제에서의 노동 계급이 자본가 계급에게 지배받고 종속된 개념이라는 것을 전제로 그러한 종속적 관계를 끊어내어 협동조합, 경영민주주의 체제로 가기 위한 수단적 이론으로써의 의미를 가지고 있다.

## 개요
자유연합론은 처음에 카를 마르크스에 의해 최초로 주장되었지만, 후에 크로포트킨의 《임금제도론》과 《상호부조론》이 나오면서 사회주의의 자유연합론과 아나키즘의 자유연합론은 그 길을 달리했다. 때문에 그 이론적 차이가 존재하며, 공통점은 자유연합 체제가 들어설 때 나타날 사회에 대한 묘사가 같다는 것이다.

### 사회주의의 자유연합론
자유연합론의 시초는 카를 마르크스의 마르크스주의에서 처음 나왔다고 볼 수 있다. 카를 마르크스는 자유연합 체제가 들어서기 위해서는 고도로 확장된 자본주의 사회에서 노동자들의 '자각적 혁명'이 일어나고, 짧은 사회주의 체제(프롤레타리아 독재) 체제가 구현되어 사회주의적 인프라 요소를 완고히 한 후에 자유연합 체제에 도달할 수 있다고 보았다. 그러나, 이것은 어디까지나 전통 마르크스주의자들의 의견에 불과하다. 소위, 개혁적 사회주의자들(페르디난트 라살레, 카우츠키, 베른슈타인)은 전통 마르크스주의와 달리 수정 마르크스주의를 주장했고, 그들은 자본주의 체제를 뒤엎지 않고 의회주의적인 측면으로도 자유연합 체제에 도달할 수 있다고 보았다. 또한, 전통 마르크스주의자들이라도 그 의견이 달랐다. 특히 그들의 계보를 잇는 마르크스-레닌주의의 블라디미르 레닌은 공황이 올 정도의 자본주의가 오지 않아도 민중의 요구 아래에서 혁명이 일어날 수 있고, 그 후 자유연합 체제는 장기간의 프롤레타리아 독재 체제에서 당(黨)의 영향력 아래 대다수의 인민 계층이 단결을 하여 도달할 수 있다고 주장했다.(이 부분에 대해서는 아나키스트들에 대한 반발이 심하였다, 하지만 레닌과 마르크스-레닌주의자들은 특별한 지휘 체계와 단결이 없이는 진정한 자유연합을 실현할 수 없다고 본다) 실제로 마르크스가 최초로 주장한 '자유연합론'을 그나마 비슷하게라도 고수한 사상가는 로자 룩셈부르크 일군의 좌익들에 불과했다.

#### 21세기의 자유연합론
그러나, 전통 마르크스주의의 자유연합론은 역시 '이론'에 불과하다는 문제가 있다. 21세기 사회주의자들의 자유연합론이란 의회주의와 혁명주의(여기서 말하는 혁명주의란 노동쟁의, 투쟁 노선의 축약을 의미하는 것이다)를 합산하여, 기업 경영의 노동자 분권화, 지방분권화, 국유화 위주의 경제, 협동조합적 기업 운영을 의미하는 용어가 되었다. 또 이러한 내용들은 사회주의자들이 공통적으로 주장하는 내용이다. 따라서, 21세기에서 대표되는 자유연합론은 마르크스가 묘사한 자유연합론과 달리, 사유재산이 있는 상태이다.

### 아나키즘의 자유연합론
아나키스트들은 지배 계급에 대항하는 새로운 사회를 향한 투쟁에서 즉시 자유 연합이 등장해야 한다고 생각한다. 그래서 그들은 국가와 사유재산(private property) 계급을 즉시 제거할 수 있는 사회혁명을 추진하기 위해 활동한다. 아나키스트들은 사유재산이 국가의 강제력(경찰과 사법기관등)에 의해 유지되고 있다고 분석하기 때문에(즉 아나키스트들에게 국가와 자본주의는 동일한 것이다.) 아나키스트들에게 국가의 폐지는 가장 중심적이 목표가 된다. 자유연합에 관련하여 아나코 콜렉티비스트와 아나코 코뮤니스트들 간에 의견의 차이가 있다. 아나코 콜렉티비즘은 이를테면 다음과 같은 격언과 함께 작동 되어야 한다. "각각의 능력에 따른 원칙에서, 각각의 행위에 따른 원칙". 반면에 아나코 코뮤니즘에선 자유 연합은 다음처럼 작동되어야한다. "각각의 필요에 따라". 아나코 코뮤니스트들은 노동에 따른 보수에는 각각의 노동을 비교하여 나눠줄 사람이 필요하고, 이는 지배계급이나 국가로 이어질 수 있고 결국에는 아나키스트들이 그토록 반대해왔던 임금 노예제를 부활시킬 수 있다고 주장한다. 또한 아나코 코뮤니스트들은 노동에는 그것의 우열을 비교할 기준이 존재하지 않으며, 생산된 모든것에는 과거와 현세대의 크고 작은 기여가 필수적으로 포함되어 있다고 말한다. 따라서 모든 개인들에게 몫을 나눠주기 위한 진정으로 공평한 기준은 없다고 주장한다. 따라서 아나코 코뮤니스트들에게 있어서 자유 연합이란 국가의 폐지와 함께 시장과 화폐의 폐지를 통해서야 만이 가능한 것이다.

## 비판
자유연합론은 보수주의자들에게 '이상적이고 추상적인 설(說)'에 불과하다고 비판받기도 한다. 자유연합이 마르크스가 주장한대로 이루어진 사회는 역사적으로 찾기 힘들고, 있다고 해도 그 사회적 형평성을 얼마 간 유지하지 못하였다. 이런 자유연합론이 노조에 퍼질 때, 노조 중앙 위원회의 존재는 유명무실해지고 명분없는 파업이 진행될 수 있다고도 주장하여, 일명 이러한 일련의 '살쾡이 파업' 효과만 불러오기 때문에 부정적인 효과만 가져온다고 주장한다. 신자유주의자 등 자유시장경제주의자들도 사회주의적 자유연합론에는 부정적인 편인데, 다만 우파 자유지상주의자들은 자유연합론 개념 자체는 지지하는 경우도 제법 있다.

## 같이 보기
- 조합주의
- 자유사회주의
- 마르크스주의
- 경제민주주의
- 경영민주주의
- 직장민주주의
- 생산수단의 사회화